# 요안니스 3세
요안니스 3세 두카스 바타치스(Ιωάννης Γ΄ Δούκας Βατάτζης, 1192년 – 1254년)는 동로마 제국의 망명계승국 중 하나인 니케아 제국의 황제(재위기간:1221년–1254년)였다.

## 생애
요안니스는 뛰어난 군사적 재능으로 니케아 제국의 테오도로스 1세 라스카리스의 인정을 받아 테오도로스의 장녀 이레네 라스카리나의 남편감으로 선택되었다. 두 사람은 1212년 결혼했고 1221년 테오도루스 황제가 죽었을 때 요한네스는 제위를 이어받았다. 테오도루스의 두 아들들은 이에 반발했고 그 때문에 요한네스는 1224년까지 이들의 반란을 상대해야했다. 요한네스에게 반기를 든 두 아들은 콘스탄티노플로 가서 라틴 제국 황제 로베르에게 개입을 요청했는데 요한네스는 라틴제국군을 포이마네논에서 물리쳤다. 이듬해에는 여세를 몰아 아드리아노플을 점령했다.
그러나 1227년 아드리아노플을 테살로니카와 에피루스의 테오도루스 콤네누스 두카스에게 다시 내어주고 만다. 1230년 테오도루스 콤네누스는 제2차 불가리아 제국의 이반 아센 2세와의 전투에서 패하여 제거되었고 요한네스는 이반 아센과 동맹을 맺었다. 1235년에는 요한네스는 아들 테오도루스와 이반의 딸 헬레나를 결혼시켜 동맹을 강화했고 불가리아는 다시 동방 정교회로 돌아왔다.
그러나 니케아 제국이 이미 힘이 약해진 라틴 제국보다 불가리아에게 더 위험하다는 사실을 깨달은 이반 아센은 요한네스를 배신하고 쿠만족으로 하여금 라틴 제국을 도와 니케아 제국에 맞서게 했으나 곧 평화협정이 맺어졌다. 1241년에 이반 아센과 라틴 제국의 강력한 후원자 교황 그레고리오 9세가 죽었고 불가리아는 마침 모라바와 헝가리를 침공한 몽골군 때문에 콘스탄티노플에 관심을 둘 수 없었다. 이 틈을 이용해 요한네스 3세는 불가리아의 영토를 합병하고 에피루스 공국에 대한 니케아 제국의 종주권을 인정하도록 강요했다.
1243년 몽골군이 물러가고 더욱 입지를 강화한 요한네스는 이듬해에는 신성로마제국의 프리드리히 2세의 서녀 콘스탄체와 결혼하여 더욱 강력해졌다. 1246년 칼리만 아센이 죽고 불가리아에 혼란이 일어나자 요한네스는 테살로니카를 병합했다. 이제 남은 것은 영토가 축소된 에피루스 공국 뿐이었느데 1253년 요한네스는 대군을 이끌고 원정에 나서 에피루스의 항복을 받아내었다. 이제 콘스탄티노플의 회복도 눈앞에 두고 있었다.
그러나 요한네스는 뇌전증 환자였다. 말년의 10년동안 그의 병세는 꾸준히 악화되었고 결국 1254년 11월 3일 님파이움에서 죽었다. 제위는 요한네스의 외아들 테오도루스 2세에게 넘어갔다.

## 평가
요한네스는 전임 황제 테오도루스 라스카리스에게 물려받은 니케아 제국을 자신의 치세의 두배의 규모로 키웠고 소아시아를 넘어 발칸 반도의 대부분을 차지했다. 로도스섬도 수복했으며 대부분의 주변 경쟁국가를 물리치고 동로마 제국의 부활을 눈앞에 두고 있었다.
요한네스는 라틴 제국으로 건너간 토지귀족의 토지를 몰수하여 동로마의 전통적인 자작 농지를 지급하고 몽골족에 쫓겨난 쿠만족을 받아들여 바위를 확고히 했다. 또한 스스로 근면하고 검소한 생활로 모범이 되었고 자선도 많이 베풀었다.

## 가족관계
첫 번째 결혼(1212년) : 이레네 라스카리나, 테오도루스 라스카리스 앙겔루스의 딸, 이레네는 아들을 하나 낳은 후 낙마사고로 더 이상 자녀를 낳지 못하고 수녀원으로 은퇴하고 1239년 죽음
- 테오도루스 : 아버지의 뒤를 이어 황제가 됨

두 번째 결혼(1244년) : 콘스탄체, 프리드리히 2세 황제의 딸, 자식없음